# Dār al-Kutub al-ʿilmīya
Dar Al-Kotob Al-ilmiyah (arabisch دار الكتب العلمية / Dār al-Kutub al-ʿilmīya) ist ein Verlag in Beirut im Libanon. Er wurde 1971 in Beirut gegründet und ist eines der größten Verlagshäuser in der arabischen Welt. Es publiziert neben arabischen und islamischen Büchern auch in französischer, englischer und in weiteren Sprachen.